# Rhodopina pubera
Rhodopina pubera är en skalbaggsart som först beskrevs av Thomson 1857.  Rhodopina pubera ingår i släktet Rhodopina och familjen långhorningar. Inga underarter finns listade i Catalogue of Life.